# Hibernians Paola (piłka siatkowa kobiet)
Hibernians Paola  - żeński klub piłki siatkowej z Malty. Swoją siedzibę ma w Paola. Został założony w 2002.

## Sukcesy
- Mistrzostwa Malty:
  -  2003/2004, 2004/2005, 2005/2006, 2006/2007, 2007/2008, 2008/2009, 2009/2010
- Superpuchar Malty:
  -  2003/2004, 2004/2005, 2005/2006, 2006/2007, 2007/2008, 2008/2009, 2009/2010, 2010/2011